# Space Gundam V
Space Gundam V (hangul: 스페이스 간담 V) (a veces escrito Space Gandam V), es una serie de animación de Corea del Sur, fue dirigida por Kim Cheong Gi, el cual fue lanzado en julio del 1983. A pesar de su título, la serie no está relacionado con Mobile Suit Gundam.  Se caracteriza por la incorporación de una versión sin licencia de la famosa VF-1J Valkyrie de Macross y los elementos heroicos de Brave Raideen.
La serie está disponible en DVD en Corea del Sur.

## Antecedentes
Durante los años 1970 y 1980, el Gobierno de Corea del Sur implementó una prohibición de los medios de comunicación japoneses, incluyendo periódicos, revistas, películas, programas de televisión y manga. Fue en este período que la animación coreana estaba en sus inicios. En muchos ejemplos de la naciente animación coreana podemos ver el uso no autorizado de personajes del anime japonés y semejantes. 
Por ejemplo, Space Black Knight destacados personajes que lucian exactamente como Amuro Ray, Char Aznable, Sayla Mass y Dozle Zabi de Mobile Suit Gundam. En  Space Gundam V, los mechas protagonistas eran una versión sin licencia del VF-1J Valkyrie de The Super Dimension Fortress Macross. A diferencia de la versión original de Macross - que retrató el Valkyrie como un mecha de combate realista, Space Gundam V se presenta como un Super Robot con poderes casi-místicos que lucha una entidad villana en cada episodio. 
Al igual que las series de Super Robots: Invincible Super Man Zambot 3 y Trider G7, el robot es piloteado  por un niño preadolescente. Los villanos notables incluyen a una rata, una araña y un demonio  con alas gigantes. Space Gundam V recibió notoriedad internacional cuando los clips de la serie aparecieron en YouTube. La serie ha sido con frecuencia y dureza, muy criticada por los fans del anime como un plagio descarado de Macross, así como a Gundam debido a su nombre. La calidad de animación del programa, bastante mala para la época, ha sido también objeto de burla entre los espectadores. 

### Figuras de acción
Las figuras de acción de Space Gundam V es una copia Coreana de Takatoku Toys 1 / 55 VF-1J Valkyrie, hasta en el arte de la caja original.